# Dingelstädt
Dingelstädt település Németországban, azon belül Türingiában. Lakosainak száma 10 789 fő (2023. december 31.).

## Népesség
A település népességének változása:
| Lakosok száma | 4372 | 4349 | 6893 | 6847 | 6935 | 10 789 |
|               | 2015 | 2017 | 2019 | 2021 | 2022 | 2023   |

## Testvérvárosai
- Nagyenyed, Románia (1993)[2]